# Krishnarajpet
Krishnarajpet é uma panchayat (vila) no distrito de Mandya, no estado indiano de Karnataka.

## Geografia
Krishnarajpet está localizada a 12° 40′ N, 76° 29′ L. Tem uma altitude média de 790 metros (2591 pés).

## Demografia
Segundo o censo de 2001, Krishnarajpet tinha uma população de 22 473 habitantes. Os indivíduos do sexo masculino constituem 51% da população e os do sexo feminino 49%. Krishnarajpet tem uma taxa de literacia de 70%, superior à média nacional de 59,5%: a literacia no sexo masculino é de 77% e no sexo feminino é de 63%. Em Krishnarajpet, 12% da população está abaixo dos 6 anos de idade.